# Ichthyapus insularis
Ichthyapus insularis är en fiskart som beskrevs av Mccosker 2004. Ichthyapus insularis ingår i släktet Ichthyapus och familjen Ophichthidae. Inga underarter finns listade i Catalogue of Life.